# Xã West Hempfield, Quận Lancaster, Pennsylvania
Xã West Hempfield (tiếng Anh: West Hempfield Township) là một xã thuộc quận Lancaster, tiểu bang Pennsylvania, Hoa Kỳ. Năm 2010, dân số của xã này là 16.153 người.